# Liz Parnov
Elizaveta Parnov, detta Liz (Mosca, 9 maggio 1994), è un'astista australiana di origine russa.

## Biografia
Nel 1996, all'età di due anni si trasferì con la famiglia in Australia, di cui ne acquisì la cittadinanza.
È allenata dal padre Alex Parnov e dal campione olimpico e mondiale Steve Hooker. Fa parte di una famiglia di atleti: la cugina, Tat'jana Grigor'eva, vinse la medaglia d'argento ai Giochi olimpici di Sydney 2000, mentre la sorella, Vicky Parnov, partecipò ai Giochi del Commonwealth del 2006.
È stata medaglia d'argento ai Giochi olimpici giovanili di Singapore 2010, ai campionati del mondo allievi di atletica leggera 2011 e ai mondiali juniores 2012.
Ha ottenuto la qualificazione per i Giochi olimpici di Londra 2012 nel salto con l'asta.

## Progressione

### Salto con l'asta
| Stagione | Misura | Luogo          | Data       | Rank. Mond. |
| -------- | ------ | -------------- | ---------- | ----------- |
| 2020     | 4,50 m | Perth          | 22-2-2020  |             |
| 2019     | 4,60 m | Townsville     | 28-6-2019  |             |
| 2018     | 4,40 m | Perth          | 9-2-2018   |             |
| 2017     | 4,51 m | Perth          | 24-3-2017  |             |
| 2016     | 4,40 m | Perth          | 12-3-2016  |             |
| 2015     | 4,43 m | Perth          | 14-2-2015  |             |
| 2014     | 4,40 m | Perth          | 30-5-2014  |             |
| 2013     | 4,45 m | Mannheim       | 29-6-2013  |             |
| 2012     | 4,50 m | Perth          | 17-2-2012  |             |
| 2011     | 4,30 m | Heusden-Zolder | 16-7-2011  |             |
| 2010     | 4,40 m | Perth          | 17-4-2010  |             |
| 2009     | 4,15 m | Perth          | 18-12-2009 |             |
| 2008     | 4,05 m | Mannheim       | 21-6-2008  |             |
| 2007     | 3,70 m | Perth          | 15-12-2007 |             |
| 2006     | 3,64 m | Sydney         | 7-12-2006  |             |
| 2005     | 3,60 m | Perth          | 10-12-2005 |             |

## Palmarès
| Anno | Manifestazione          | Sede       | Evento           | Risultato | Prestazione | Note                          |
| ---- | ----------------------- | ---------- | ---------------- | --------- | ----------- | ----------------------------- |
| 2010 | Olimpiadi giovanili     | Singapore  | Salto con l'asta | Argento   | 4,25 m      |                               |
| 2010 | Giochi del Commonwealth | Delhi      | Salto con l'asta | 11ª       | 3,95 m      |                               |
| 2011 | Mondiali allievi        | Lilla      | Salto con l'asta | Argento   | 4,20 m      |                               |
| 2012 | Mondiali juniores       | Barcellona | Salto con l'asta | Argento   | 4,30 m      |                               |
| 2012 | Giochi olimpici         | Londra     | Salto con l'asta | nm (q)    | nm (q)      |                               |
| 2014 | Giochi del Commonwealth | Glasgow    | Salto con l'asta | nm        | nm          |                               |
| 2017 | Mondiali                | Londra     | Salto con l'asta | 15ª (q)   | 4,35 m      |                               |
| 2018 | Giochi del Commonwealth | Gold Coast | Salto con l'asta | 5ª        | 4,40 m      |                               |
| 2019 | Campionati oceaniani    | Townsville | Salto con l'asta | Oro       | 4,60 m      | Miglior prestazione personale |
| 2019 | Mondiali                | Doha       | Salto con l'asta | 28ª (q)   | 4,35 m      |                               |
| 2021 | Giochi Olimpici         | Tokyo      | Salto con l'asta | 24ª (q)   | 4,25 m      |                               |

## Campionati nazionali
2010
- Oro ai campionati australiani, salto con l'asta - 4,40 m

2014
- Oro ai campionati australiani, salto con l'asta - 4,20 m

2016
- Oro ai campionati australiani, salto con l'asta - 4,30 m

2017
- Oro ai campionati australiani, salto con l'asta - 4,30 m